# Dadra și Nagar Haveli
Dadra și Nagar Haveli a fost până în 2019 un teritoriu unional din India. Stăpânit din 1783 de portughezi, în 1954 a fost capturat de forțele pro-indiene și din 1961 a devenit un teritoriu unional. În 2020 a fuzionat cu teritoriul Daman și Diu, formând teritoriul unional Dadra și Nagar Haveli și Daman și Diu din prezent.